# Bardo, die erfundene Chronik einer Handvoll Wahrheiten
Bardo, die erfundene Chronik einer Handvoll Wahrheiten (Eigenschreibweise: BARDO, Originaltitel: Bardo, falsa crónica de unas cuantas verdades) ist ein mexikanischer Spielfilm von Alejandro G. Iñárritu aus dem Jahr 2022. Die semi-autobiografische Komödie stellt einen erfolgreichen Journalisten und Filmemacher in den Mittelpunkt, der in sein Heimatland Mexiko zurückkehrt und dort in eine existenzielle Krise stürzt. Die Hauptrolle übernahm Daniel Giménez Cacho.
Die Uraufführung des Films erfolgte am 1. September 2022 bei den Internationalen Filmfestspielen von Venedig. Der Kinostart in Deutschland war am 17. November 2022. Mitte Dezember veröffentlichte Netflix Bardo online über seinen Streamingdienst.

## Handlung
Der Film wird als „nostalgische Komödie“ beschrieben, die „vor einer epischen Reise“ spiele. „Eine Chronik der Ungewissheiten“, in der die Hauptfigur, der renommierte mexikanische Journalist und Dokumentarfilmer Silverio, mit seiner Ehefrau und seinen Kindern in Los Angeles lebt. Nach dem Gewinn eines wichtigen internationalen Preises, kehrt er in sein Heimatland Mexiko zurück. Ohne es vorauszusehen, ist diese Reise der Auslöser für eine existenzielle Krise bei Silverio. Seine Erinnerungen und Ängste beeinflussen die Gegenwart und seinen Alltag. Fortan ist er von einem Gefühl der Verwirrung und Verwunderung erfüllt. Silverio setzt sich in der folgenden Zeit mit seiner Identität, familiären Beziehungen, der Torheit seiner Erinnerungen sowie der Vergangenheit und neuen Realität seines Landes auseinander.

## Hintergrund

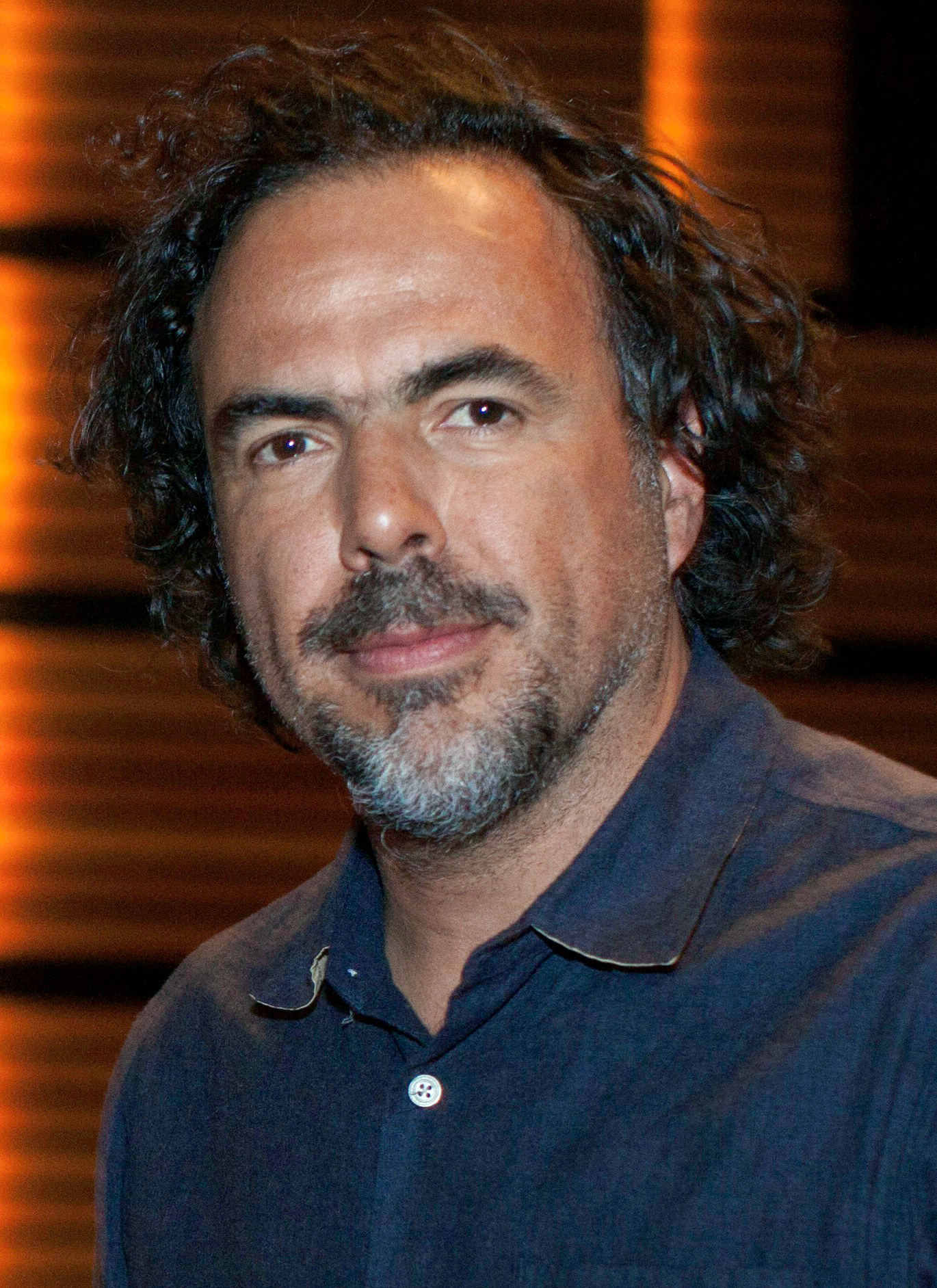
Alejandro G. Iñárritu (2014)

Bardo ist der achte Spielfilm von Alejandro G. Iñárritu, den er auch mitproduzierte. Es ist das erste Werk des Regisseurs seit Amores Perros (2000), das komplett in seinem Heimatland Mexiko gedreht und produziert wurde, sowie der erste realisierte Spielfilm seit dem erfolgreichen US-amerikanischen Streifen The Revenant – Der Rückkehrer (2015). Das Drehbuch zu Bardo verfasste er gemeinsam mit Nicolás Giacobone. Beide hatten bereits zuvor an Iñárritus preisgekrönten Filmen Biutiful (2010) und Birdman (2014) zusammen gearbeitet. Ursprünglich betitelten Medien das Projekt mit Limbo, dieser soll aber niemals offiziell als Arbeitstitel verlautbart worden sein. Für die Hauptrollen wurden der Mexikaner Daniel Giménez Cacho und die Argentinierin Griselda Siciliani verpflichtet.
Für die Dreharbeiten arbeitete Iñárritu erstmals mit dem französischen Kameramann Darius Khondji zusammen. Für die Kostüme zeichnete Anna Terrazas, für das Szenenbild Eugenio Caballero verantwortlich. Ende Februar 2021 wurde bekannt, dass sich Iñárritu für den Dreh in Mexiko-Stadt aufhielt. Die Arbeiten fanden unter höchster Geheimhaltung und unter strengen Sicherheitsvorkehrungen statt. Ab März wurde das Filmteam in der historischen Innenstadt sowie am Schloss Chapultepec gesichtet. Am Schloss wurde die im Mexikanisch-Amerikanischen Krieg von 1847 stattgefundene Schlacht von Chapultepec nachgestellt. Weitere Drehorte fanden sich im bekannten Tanzlokal Salón Los Ángeles sowie im Bundesstaat San Luis Potosí. Ende September 2021 wurden die Dreharbeiten offiziell für beendet erklärt, nachdem letzte Einstellungen im Stadtviertel Roma entstanden waren. Durch die COVID-19-Pandemie musste die Produktion mehrfach ausgesetzt werden.
Das semi-autobiografische Werk stelle laut Iñárritu „nur eine Reise zwischen Realität und Vorstellung“, einen „Traum“ dar. „Absolute Wahrheiten“ habe er nicht finden können. „Träume als Kino sind real, aber nicht wahr. In beiden ist die Zeit flüssig.“ Bardo sei „die Chronik dieser Reise zwischen diesen beiden Illusionen, deren Grenzen nicht zu entziffern sind“, so Iñárritu. Wie auch seine Hauptfigur Silverio lebte der Filmregisseur mit seiner Familie in den USA und wurde mit einer Reihe von renommierten Filmpreisen ausgezeichnet.

## Veröffentlichung und Rezeption
Ende April 2022 wurde bekannt, dass sich Netflix die Verwertungsrechte gesichert hat. Der US-amerikanische Streamingdienst plant eine Kinoveröffentlichung ab 27. Oktober 2022 in Mexiko und ab 4. November in den USA. Die Streamingveröffentlichung ist ab 16. Dezember 2022 vorgesehen. Im August 2022 wurde der deutsche Titel mit BARDO, die erfundene Chronik einer Handvoll Wahrheiten angegeben.
Von den bei Rotten Tomatoes nach der Premiere am 1. September 2022 beim Filmfestival von Venedig aufgeführten mehr als zwei Dutzend Kritiken sind knapp über die Hälfte positiv. Auf der Website Metacritic erhielt Bardo eine ähnliche Bewertung, basierend auf ebenfalls mehr als einem Dutzend ausgewerteter englischsprachiger Kritiken. Dieser Metascore steht für ein gemischte oder durchschnittliche Bewertung. Damit fielen die ersten Reaktionen der englischsprachigen Fachkritik sehr viel schwächer aus als bei seinen vorangegangenen Werken. Vor der Uraufführung war der Film von amerikanischen Branchendiensten noch zu den möglichen Höhepunkten des Kinojahres 2022 gezählt und als Kandidat für die Oscarverleihung 2023 gehandelt worden. Iñárritu selbst fühlte sich kurz nach der Premiere von der Kritik als „selbstgefälliger“ oder „narzisstischer“ Filmemacher missverstanden. Er war sich unsicher, ob er jemals wieder einen weiteren Film inszenieren werde.
Nach der Vorführung in Venedig entschied sich Iñárritu, Bardo zu kürzen. Aus dem ursprünglich 174 Minuten langen Film wurden 22 Minuten entfernt. Die auf dem Festival Internacional de Cine de San Sebastián vorgeführte Fassung hatte eine Länge von 164 Minuten (mit Abspann). Netflix gibt die Laufzeit des Films mit 159 Minuten an.

## Auszeichnungen
Seit seiner Premiere im September 2022 wurde der Film für fast ein Dutzend internationale Film- und Festivalpreise nominiert, von denen Bardo drei Auszeichnungen gewinnen konnte. Mehrfach honoriert wurde die Kameraarbeit von Darius Khondji. Als offizieller Kandidat Mexikos gelangte die Produktion auf die Shortlist (Vorauswahl von 15 Filmen) für den besten internationalen Film bei der Oscarverleihung 2023.
| Filmfestival/-preis (Auswahl)                    | Kategorie                                      | Resultat  | Preisträger/ Nominierte               |
| ------------------------------------------------ | ---------------------------------------------- | --------- | ------------------------------------- |
| American Society of Cinematographers Awards 2023 | Beste Kamera                                   | Nominiert | Darius Khondji                        |
| Art Directors Guild Awards 2023                  | Bestes Szenenbild eines zeitgenössischen Films | Nominiert | Eugenio Caballero                     |
| Critics’ Choice Movie Awards 2023                | Bester fremdsprachiger Film                    | Nominiert | k. A.                                 |
| Camerimage 2022                                  | Goldener Frosch                                | Nominiert | Darius Khondji, Alejandro G. Iñárritu |
| Camerimage 2022                                  | Silberner Frosch – 2. Platz                    | Gewonnen  | Darius Khondji                        |
| Camerimage 2022                                  | FIPRESCI-Preis – Beste Kamera                  | Gewonnen  | Darius Khondji                        |
| Chicago Film Critics Association Awards 2022     | Bester fremdsprachiger Film                    | Nominiert | k. A.                                 |
| Chicago Film Critics Association Awards 2022     | Beste Kamera                                   | Nominiert | Darius Khondji                        |
| Golden Reel Awards 2023                          | Bester Tonschnitt – Fremdsprachiger Film       | Nominiert | Martín Hernández, Nicolas Becker      |
| Las Vegas Film Critics Society Awards 2022       | Beste Kamera                                   | Nominiert | Darius Khondji                        |
| Oscarverleihung 2023                             | Beste Kamera                                   | Nominiert | Darius Khondji                        |
| Satellite Awards 2022                            | Bester internationaler Film                    | Nominiert | Mexiko                                |
| Filmfestival von Venedig 2022                    | Goldener Löwe – Bester Film                    | Nominiert | Alejandro González Iñárritu           |
| Filmfestival von Venedig 2022                    | Premio UNIMED                                  | Gewonnen  | Alejandro González Iñárritu           |